# Abigail Spears
Abigail Spears (San Diego, 12 luglio 1981) è un'ex tennista statunitense.

## Biografia
Nel 2004 perse in finale contro Martina Suchá al singolo del Bell Challenge. All'Australian Open 2005 - Singolare femminile si fermò al terzo turno venendo sconfitta dopo un primo set sofferto dalla svizzera Patty Schnyder.
Sempre nel 2005 vinse in coppia il Western & Southern Financial Group Masters & Women's Open doppio femminile con Laura Granville sconfiggendo Květa Peschke e María Emilia Salerni con il punteggio di 3-6, 6-2, 6-4. Nello stesso anno le due tenniste persero in finale contro Miho Saeki e Yuka Yoshida al Regions Morgan Keegan Championships and the Cellular South Cup.
Nel ranking raggiunse la 66ª posizione il 6 gennaio del 2005. Vinse l'Estoril Open 2009 - Doppio femminile con Raquel Kops-Jones, vincendo in finale Sharon Fichman e Katalin Marosi con il punteggio di 2–6, 6–3, [10–5].
Dopo essere stata trovata positiva a un controllo antidoping nel 2019, è stata squalificata per 22 mesi a partire dal mese di febbraio del 2020. . La tennista ha ufficializzato il ritiro al termine del provvedimento punitivo.

## Statistiche

### Singolare

#### Sconfitte (1)
| Legenda         |
| --------------- |
| Grande Slam (0) |
| WTA Finals (0)  |
| Tier I (0)      |
| Tier II (0)     |
| Tier III (1)    |
| Tier IV (0)     |

| N. | Data            | Torneo                      | Superficie    | Avversaria    | Punteggio     |
| 1. | 7 novembre 2004 | Bell Challenge, Québec City | Sintetico (i) | Martina Suchá | 5-7, 6-3, 2-6 |

### Doppio

#### Vittorie (21)
| Legenda: Prima del 2009 | Legenda: Dal 2009     |
| ----------------------- | --------------------- |
| Grande Slam (0)         |                       |
| WTA Finals (0)          |                       |
| Tier I (0)              | Premier Mandatory (0) |
| Tier II (0)             | Premier 5 (2)         |
| Tier III (1)            | Premier (8)           |
| Tier IV & V (2)         | International (8)     |

| N.  | Data              | Torneo                                  | Superficie    | Compagna              | Avversarie                         | Punteggio        |
| 1.  | 5 gennaio 2003    | ASB Classic, Auckland                   | Cemento       | Teryn Ashley          | Cara Black Elena Lichovceva        | 6-2, 2-6, 6-0    |
| 2.  | 15 agosto 2004    | Vancouver Open, Vancouver               | Cemento       | Bethanie Mattek-Sands | Els Callens Anna-Lena Grönefeld    | 6-3, 6-3         |
| 3.  | 24 luglio 2005    | Western & Southern Open, Cincinnati     | Cemento       | Laura Granville       | Květa Peschke María Emilia Salerni | 3-6, 6-2, 6-4    |
| 4.  | 10 maggio 2009    | Estoril Open, Oeiras                    | Terra rossa   | Raquel Kops-Jones     | Sharon Fichman Katalin Marosi      | 2-6, 6-3, [10–5] |
| 5.  | 27 settembre 2009 | Hansol Korea Open, Seul                 | Cemento       | Chan Yung-jan         | Carly Gullickson Nicole Kriz       | 6-3, 6-4         |
| 6.  | 18 settembre 2011 | Bell Challenge, Québec City             | Sintetico (i) | Raquel Kops-Jones     | Jamie Hampton Anna Tatišvili       | 6-1, 3-6, [10-6] |
| 7.  | 23 luglio 2012    | Mercury Insurance Open, Carlsbad        | Cemento       | Raquel Kops-Jones     | Vania King Nadia Petrova           | 6-2, 6-4         |
| 8.  | 23 settembre 2012 | Hansol Korea Open, Seoul (2)            | Cemento       | Raquel Kops-Jones     | Akgul Amanmuradova Vania King      | 2-6, 6-2, [10-8] |
| 9.  | 29 settembre 2012 | Toray Pan Pacific Open, Tokyo           | Cemento       | Raquel Kops-Jones     | Anna-Lena Grönefeld Květa Peschke  | 6-1, 6-4         |
| 10. | 14 ottobre 2012   | HP Open, Osaka                          | Cemento       | Raquel Kops-Jones     | Kimiko Date-Krumm Heather Watson   | 6-1, 6-4         |
| 11. | 28 luglio 2013    | Bank of the West Classic, Stanford      | Cemento       | Raquel Kops-Jones     | Julia Görges Darija Jurak          | 6-2, 7-6(4)      |
| 12. | 4 agosto 2013     | Southern California Open, Carlsbad (2)  | Cemento       | Raquel Kops-Jones     | Chan Hao-ching Janette Husárová    | 6-4, 6-1         |
| 13. | 15 giugno 2014    | AEGON Classic, Birmingham               | Erba          | Raquel Kops-Jones     | Ashleigh Barty Casey Dellacqua     | 7-6(1), 6-1      |
| 14. | 17 agosto 2014    | Western & Southern Open, Cincinnati (2) | Cemento       | Raquel Kops-Jones     | Tímea Babos Kristina Mladenovic    | 6-1, 2-0 rit.    |
| 15. | 28 febbraio 2015  | Qatar Total Open, Doha                  | Cemento       | Raquel Kops-Jones     | Hsieh Su-wei Sania Mirza           | 6-4, 6-4         |
| 16. | 14 giugno 2015    | Nottingham Open, Nottingham             | Erba          | Raquel Kops-Jones     | Jocelyn Rae Anna Smith             | 3-6, 6-3, [11-9] |
| 17. | 18 ottobre 2015   | Generali Ladies Linz, Linz              | Cemento (i)   | Raquel Kops-Jones     | Andrea Hlaváčková Lucie Hradecká   | 6-3, 7-5         |
| 18. | 24 luglio 2016    | Bank of the West Classic, Stanford (2)  | Cemento       | Raquel Kops-Jones     | Darija Jurak Anastasija Rodionova  | 6-3, 6-4         |
| 19. | 18 febbraio 2017  | Qatar Total Open, Doha (2)              | Cemento       | Katarina Srebotnik    | Ol'ga Savčuk Jaroslava Švedova     | 6-3, 7-6(7)      |
| 20. | 6 agosto 2017     | Bank of the West Classic, Stanford (3)  | Cemento       | Coco Vandeweghe       | Alizé Cornet Alicja Rosolska       | 6-2, 6-3         |
| 21. | 17 giugno 2018    | Nature Valley Open, Nottingham (2)      | Erba          | Alicja Rosolska       | Mihaela Buzărnescu Heather Watson  | 6-3, 7-6(5)      |

#### Sconfitte (10)
| Legenda: Prima del 2009 | Legenda: Dal 2009     |
| ----------------------- | --------------------- |
| Grande Slam (0)         |                       |
| WTA Finals (0)          |                       |
| Tier I (0)              | Premier Mandatory (0) |
| Tier II (0)             | Premier 5 (1)         |
| Tier III (1)            | Premier (5)           |
| Tier IV (0)             | International (3)     |

| N.  | Data              | Torneo                               | Superficie      | Compagna           | Avversarie                                    | Punteggio        |
| 1.  | 19 febbraio 2005  | Cellular South Cup, Memphis          | Cemento (i)     | Laura Granville    | Yuka Yoshida Miho Saeki                       | 3-6, 4-6         |
| 2.  | 14 giugno 2009    | AEGON Classic, Birmingham            | Erba            | Raquel Kops-Jones  | Cara Black Liezel Huber                       | 1-6, 4-6         |
| 3.  | 18 ottobre 2009   | HP Open, Osaka                       | Cemento         | Chanelle Scheepers | Lisa Raymond Chuang Chia-jung                 | 2-6, 4-6         |
| 4.  | 7 agosto 2011     | San Diego Open, San Diego            | Cemento         | Raquel Kops-Jones  | Květa Peschke Katarina Srebotnik              | 0-6, 2-6         |
| 5.  | 7 gennaio 2012    | Brisbane International, Brisbane     | Cemento         | Raquel Kops-Jones  | Nuria Llagostera Vives Arantxa Parra Santonja | 6(2)-7, 6(2)-7   |
| 6.  | 19 febbraio 2012  | Qatar Ladies Open, Doha              | Cemento         | Raquel Kops-Jones  | Liezel Huber Lisa Raymond                     | 3-6, 1-6         |
| 7.  | 22 settembre 2013 | Hansol Korea Open, Seul              | Cemento         | Raquel Kops-Jones  | Chan Chin-wei Xu Yifan                        | 5-7, 3-6         |
| 8.  | 22 febbraio 2014  | Dubai Tennis Championships, Dubai    | Cemento         | Raquel Kops-Jones  | Alla Kudrjavceva Anastasija Rodionova         | 2-6, 7-5, [8-10] |
| 9.  | 16 gennaio 2015   | Apia International Sydney, Sydney    | Cemento         | Raquel Kops-Jones  | Bethanie Mattek-Sands Sania Mirza             | 3-6, 3-6         |
| 10. | 30 aprile 2017    | Porsche Tennis Grand Prix, Stoccarda | Terra rossa (i) | Katarina Srebotnik | Raquel Atawo Jeļena Ostapenko                 | 4-6, 4-6         |

### Doppio misto

#### Vittorie (1)
| Tornei del Grande Slam  |
| ----------------------- |
| Australian Open (1)     |
| Open di Francia (0)     |
| Torneo di Wimbledon (0) |
| US Open (0)             |

| N. | Data            | Torneo                     | Superficie | Partner              | Avversari in finale    | Punteggio |
| 1. | 29 gennaio 2017 | Australian Open, Melbourne | Cemento    | Juan Sebastián Cabal | Sania Mirza Ivan Dodig | 6-2, 6-4  |

#### Sconfitte (2)
| Tornei del Grande Slam  |
| ----------------------- |
| Australian Open (0)     |
| Open di Francia (0)     |
| Torneo di Wimbledon (0) |
| US Open (2)             |

| N. | Data             | Torneo                | Superficie | Partner           | Avversari in finale          | Punteggio        |
| 1. | 6 settembre 2013 | US Open, New York     | Cemento    | Santiago González | Andrea Hlaváčková Maks Mirny | 6(5)-7, 3-6      |
| 2. | 5 settembre 2014 | US Open, New York (2) | Cemento    | Santiago González | Sania Mirza Bruno Soares     | 1-6, 6-2, [9-11] |

## Risultati in progressione
| Sigla | Risultato               |
| ----- | ----------------------- |
| V     | Vincitore               |
| F     | Finalista               |
| SF    | Semifinalista           |
| O     | Oro olimpico            |
| A     | Argento olimpico        |
| SF    | Bronzo olimpico         |
| QF    | Quarti di Finale        |
| 4T    | Quarto turno            |
| 3T    | Terzo turno             |
| 2T    | Secondo turno           |
| 1T    | Primo turno             |
| RR    | Round Robin             |
| LQ    | Turno di qualificazione |
| A     | Assente                 |
| ND    | Non disputato           |

| Legenda superfici    |
| -------------------- |
| Cemento              |
| Terra battuta        |
| Erba                 |
| Superficie variabile |

### Singolare nei tornei del Grande Slam
| Torneo          | 1998 | 1999 | 2000 | 2001 | 2002 | 2003 | 2004 | 2005 | 2006 | 2007 | 2008 | 2009 | 2010 | 2011 | 2012 | 2013 | 2014 | 2015 | 2016 | 2017 | V--S |
| --------------- | ---- | ---- | ---- | ---- | ---- | ---- | ---- | ---- | ---- | ---- | ---- | ---- | ---- | ---- | ---- | ---- | ---- | ---- | ---- | ---- | ---- |
| Australian Open | A    | A    | A    | A    | A    | A    | A    | 3T   | A    | A    | A    | A    | A    | A    | A    | A    | A    | A    | A    | A    | 2-1  |
| Open di Francia | A    | A    | A    | A    | A    | A    | A    | 1T   | A    | A    | A    | A    | A    | A    | A    | A    | A    | A    | A    | A    | 0-1  |
| Wimbledon       | A    | A    | A    | A    | A    | A    | A    | 1T   | A    | A    | A    | A    | A    | A    | A    | A    | A    | A    | A    | A    | 0-1  |
| US Open         | A    | A    | A    | A    | A    | A    | 1T   | 1T   | A    | A    | A    | A    | A    | A    | A    | A    | A    | A    | A    | A    | 0-2  |
| Totale          | 0-0  | 0-0  | 0-0  | 0-0  | 0-0  | 0-0  | 0-1  | 2-4  | 0-0  | 0-0  | 0-0  | 0-0  | 0-0  | 0-0  | 0-0  | 0-0  | 0-0  | 0-0  | 0-0  | 0-0  | 2-5  |

### Doppio nei tornei del Grande Slam
| Torneo          | 1998 | 1999 | 2000 | 2001 | 2002 | 2003 | 2004 | 2005 | 2006 | 2007 | 2008 | 2009 | 2010 | 2011 | 2012 | 2013 | 2014 | 2015 | 2016 | 2017 | V--S  |
| --------------- | ---- | ---- | ---- | ---- | ---- | ---- | ---- | ---- | ---- | ---- | ---- | ---- | ---- | ---- | ---- | ---- | ---- | ---- | ---- | ---- | ----- |
| Australian Open | A    | A    | A    | A    | 2T   | 1T   | 1T   | 1T   | 1T   | A    | A    | 2T   | 1T   | 3T   | 1T   | 2T   | SF   | QF   | 2T   | 1T   | 13-14 |
| Open di Francia | A    | A    | A    | A    | 1T   | 2T   | 3T   | A    | A    | A    | A    | 1T   | 1T   | 1T   | 2T   | 1T   | 2T   | 1T   | 2T   |      | 6-11  |
| Wimbledon       | A    | A    | A    | A    | 1T   | 1T   | 1T   | 3T   | 1T   | A    | 3T   | 1T   | 1T   | 2T   | QF   | 3T   | 3T   | SF   | SF   |      | 22-14 |
| US Open         | 1T   | 1T   | A    | 1T   | 2T   | 2T   | 1T   | 1T   | 1T   | 1T   | QF   | 1T   | 1T   | 1T   | 3T   | 2T   | 1T   | 3T   | 1T   |      | 10-18 |
| Totale          | 0-1  | 0-1  | 0-0  | 0-1  | 2-4  | 2-4  | 2-4  | 2-3  | 0-3  | 0-1  | 5-2  | 1-4  | 0-4  | 3-4  | 6-4  | 4-4  | 7-4  | 10-4 | 7-4  | 0-1  | 49-57 |

### Doppio misto nei tornei del Grande Slam
| Torneo          | 1998 | 1999 | 2000 | 2001 | 2002 | 2003 | 2004 | 2005 | 2006 | 2007 | 2008 | 2009 | 2010 | 2011 | 2012 | 2013 | 2014 | 2015 | 2016 | 2017 |
| --------------- | ---- | ---- | ---- | ---- | ---- | ---- | ---- | ---- | ---- | ---- | ---- | ---- | ---- | ---- | ---- | ---- | ---- | ---- | ---- | ---- |
| Australian Open | A    | A    | A    | A    | A    | A    | A    | A    | A    | A    | A    | A    | A    | A    | 2T   | 2T   | 2T   | 2T   | A    | V    |
| Open di Francia | A    | A    | A    | A    | A    | A    | A    | A    | A    | A    | A    | A    | A    | A    | 1T   | 1T   | 2T   | 2T   | 1T   |      |
| Wimbledon       | A    | A    | A    | A    | 2T   | 2T   | 1T   | 2T   | A    | A    | A    | 1T   | A    | 1T   | 2T   | 2T   | 2T   | 1T   | A    |      |
| US Open         | A    | A    | A    | A    | 2T   | A    | A    | A    | A    | A    | A    | 1T   | 2T   | 1T   | 2T   | F    | F    | 1T   | 2T   |      |